# Fumaria macrocarpa
Fumaria macrocarpa là một loài thực vật có hoa trong họ Anh túc. Loài này được Parl. mô tả khoa học đầu tiên năm 1842.